# Viridrillia aureofasciata
Viridrillia aureofasciata là một loài ốc biển, là động vật thân mềm chân bụng sống ở biển trong họ Turridae.